# 刈屋他人次郎
刈屋 他人次郎（かりや たにんじろう、かりや よそじろう、1874年 - 1921年1月6日）は、日本の数学者、陸軍教授。刈屋の定理の発見者として知られる。

## 来歴
1874年、岩手県の士族に生まれる。1896年、第二高等学校の第二部理科を卒業、理科大学の数理科に入る。1900年、東京大学院に理学士として入学し解析学を専攻する。同時に学士会に入会する。
1901年、高等官七等を叙され、10月8日、陸軍砲工学校の陸軍教授に任命。1904年、陸軍省に入る。日本女学校や東洋協会専門学校、台湾協会学校で働いたこともあった。1921年1月6日没す。

## 栄典等
- 1901年（明治34年）12月26日、従七位[18][19]
- 1905年（明治38年）8月18日、正七位[20]
- 1906年（明治39年）4月1日、勲六等瑞宝章[21]
- 1908年（明治41年）6月27日、高等官六等[22]
- 1908年（明治41年）10月30日、従六位[23]
- 1911年（明治44年）12月28日、高等官四等[24]
- 1912年（明治45年）3月1日、正六位[25]
- 1912年（大正元年）12月18日、勲五等瑞宝章[26]
- 1917年（大正6年）3月20日、従五位[27][28]
- 1919年（大正8年）12月25日、勲四等瑞宝章[29]
- 1921年（大正10年）1月6日、正五位[17]

## 著作
- 藤田外次郎共著『初等微分積分学』金刺芳流堂、1902年。doi:10.11501/828980。
- 野原休一共著『算術教本』普及社、1902年11月。[30]
- 『新撰応用重学』博文館、1904年。doi:10.11501/830183。
- 野原休一共著『新編初等重学』富山房、1904年。doi:10.11501/830199。
- 野原休一共著『算術新教本』中外圖書局、1905年4月。
- 林鶴一共著『公算論 : 「確カラシサ」ノ理論』大倉書店、1908年。doi:10.11501/827948。
- 林鶴一共著『不等式』大倉書店、1910年。doi:10.11501/828366。
- 『平面解析幾何学講義』金刺芳流堂、1910年。doi:10.11501/828811。
- 『重学講義』金刺芳流堂、1912年。doi:10.11501/830134。
- 『師範教科新算術』帝國書院、1918年1月。
- 『女子教科新算術』帝國書院、1918年1月。
- 『中学校用新算術』帝國書院、1918年1月。
- 佐藤林蔵共著『実用工業数学』金刺芳流堂、1921年。doi:10.11501/960459。
- 『最小自乗法講義』東京物理学校同窓会、1929年。doi:10.11501/1120525。
- 藤田外次郎,梶島二郎共著『数学公式』三省堂、1944年9月。